# Jan Hax Halama
Jan Hax Halama (* 23. Mai 1975 in Gießen) ist ein zeitgenössischer deutscher Graphiker, Bühnen- und Kostümbildner sowie Ausstattungsleiter für Schauspiel, Oper, Tanz und Ballett. Er hat im Laufe seiner bisherigen Karriere seit 1995 an Theatern und Bühnen in Deutschland, Italien und in den Niederlanden gearbeitet und ist seit 1998 in Linz, Österreich tätig.
Von 2012 bis 2015 arbeitete Halama als Chefbühnenbildner für die Tiroler Festspiele Erl.

## Leben
Halama absolvierte seine Grundausbildung an der Fachoberschule für Gestaltung in Gießen. Er war Assistent an der Folkwang-Hochschule Essen, am Landestheater Mecklenburg-Vorpommern, in Neustrelitz, am Stadttheater Gießen und an den Städtischen Bühnen Münster. Danach hatte er Engagements als Bühnen- und Kostümbildner in Münster, Marburg, Gießen, Neustrelitz, Frankfurt am Main, Amsterdam, Den Haag und seit 1998 in Linz. Aus seinem Engagement am Landestheater Linz wechselte er im Jahr 2003 an das Theater des Kindes, wo er bis 2006 Ausstattungsleiter war. In den Jahren 2007 bis 2012 zeichnete er für das graphische Erscheinungsbild der Landestheater Linz-Sparte: „u\hof: theater für junges publikum“ verantwortlich und steuerte unter Intendant Henry Mason etliche Bühnen- und Kostümbilder bei.
2012 wurde Halama von Gustav Kuhn als Chefbühnenbildner für die Tiroler Festspiele Erl ins Festengagement geholt. Hier zeichnete er bis 2015 exklusiv für die Bühnenbilder der Sommerfestspiele sowie der Winterfestspiele im neuen Festspielhaus von Architekt Delugan Meissl verantwortlich. Es entstanden über fünfzehn Opern-Bühnenausstattungen (u. a. „La Traviata“, „Rigoletto“, „Il Trovatore“, „Nabucco“, „Tosca“, „Don Giovanni“, „Lohengrin“, „Der Ring des Nibelungen“)
Seit 2014 erweitert sich die Tätigkeit von Halama und legt wieder mehr Gewicht auf das Graphische. Als Leiter des Marketing für das „Ensemble:Porcia“ (die ehemaligen Komödienspiele Porcia) entwickelte er 2014/15 umfassend das neue öffentliche Erscheinungsbild, das CI und CD des Traditionstheaters in Kärnten. Auch als Bühnenbildner war er für die Komödie weiterhin tätig.
Mit der Spielzeit 2016/17 wechselte Halama an das Theater Ansbach. Neben 5 Ausstattungen pro Saison im Schauspiel zeichnete er auch als Leiter des Marketings und Grafiker für den Relaunch des öffentlichen Auftritts mit der Spielzeit 17/18 verantwortlich. Auch fungierte er bis zum Wechsel der Intendanz 2019/20 als Referent der künstlerischen Leitung.
Mit Schauspielerin und Regisseurin Ute Willing entstand 2018/19 seine erste Arbeit für die Theater von René Heinersdorff. Am Theater an der Kö in Düsseldorf, am Schlosstheater Neuwied, das Theater am Dom in Köln, die Komödie im Bayerischen Hof München und das Theater im Rathaus Essen ist Halama seither regelmäßig engagiert.

## Auszeichnungen
- 2005: Nominierung beim „World Stage Design Award 2005“ (Kategorie Setdesign), Toronto für das am Landestheater Linz entstandene Bühnen- und Kostümbild für Robert Pooles Ballett zum Werk von William Blake „Songs of..“
- 2011: Nominierung beim Stella Darstellender.Kunst.Preis für junges Publikum der ASSITEJ für die herausragende Ausstattung der Produktion „Ente, Tod und Tulpe“ der Landestheater Linz-Sparte: „u\hof: theater für junges publikum“

## Werk
In Linz entstanden Ausstattungen in allen Sparten des Theaters (Schauspiel, Oper, Tanz / Ballett) u. a. für das Landestheater Linz, das Theater der Jugend Wien, die Musicalwochen Bad Leonfelden, die Komödienspiele Porcia, den u\hof: Theater für junges Publikum am Landestheater Linz, das Theater Unser, das Theater des Kindes, für Opera da Camera und das Brucknerhaus Linz, sowie für Filmproduktionen.
- Seine Arbeit für die Produktion „Wie reisst die Erd auff ihren Schlundt“ zum Dreißigjährigen Krieg wurde durch das Goethe-Institut nach Amsterdam, das Flaams Cultureel Center und nach Den Haag eingeladen.
- Im Theater des Kindes stand zu Beginn seiner Tätigkeit (2003) die Projektleitung des Umbaus und der Neugestaltung des Theaterhauses mit Entwicklung einer multifunktionalen Zuschauerraumlösung, Umbau der Bühne, Werkstatt und Bürolösung. Als Ausstattungsleiter war er auch für den öffentlichen Auftritt dieses Theaters verantwortlich.
- Für „Linz 2009 – Kulturhauptstadt Europas“ war Halama im Jahr 2007 als Projektentwickler für den Kinder- und Jugendkulturbereich verantwortlich.
- 2014 entwarf Halama die Bühnenausstattung für Richard Wagners „Ring des Nibelungen“ für die Tiroler Festspiele Erl.

## Auswahl Theaterarbeiten
2024 Landestheater Linz
Ausstattung zu: 
- „Patricks Trick“ von  von Kristo Šagor, Regie Heidelinde Leutgoeb

2022–2025 Theater am Dom Köln, Theater an der Kö Düsseldorf, Theater im Rathaus Essen, Komödie im Bayerischen Hof, München – Heinersdorff Theater, Bühnen- und Kostümbilder zu
- 2022 „Alle unter eine Tanne“ von Lo Malinke, Regie Urs Schleiff
- 2022, 2023 „die weißen Turnschuhe“ von René Heinersdorff, Regie Urs Schleiff
- 2023 „Spatz und Engel“ Regie Ute Willing
- 2023 „Weinprobe für Anfänger“ von Ivan Calberac, Regie Jürgen Wölffer
- 2024 „Achtsam Morden“ nach  Karsten Dusse, Regie Pascal Breuer

2022–2025 Theater Perg, Bühnen- und Kostümbilder zu
- „Im weissen Rössl“, Regie Florian Pilz
- „Perplex“, Regie Johann Krasanivski
- „Jedermann“, Regie Manuela Kloibmüller
- „Romeo und Julia“, Leitung Julia Ribbek, Daniel Morales Peréz

2018–2021 Theater am Dom Köln, Theater an der Kö Düsseldorf, Theater im Rathaus Essen, Heinersdorff Theater, Bühnen- und Kostümbilder zu
- 2019, 2021 „Alle unter eine Tanne“ von Lo Malinke, Regie Urs Schleiff
- „Die Niere“ von Stefan Vögel, Regie Ute Willing

2019/20/21 Theater Perg, Bühnen- und Kostümbilder zu
- „37 Ansichtskarten“ von McKeever, Regie Martin Dreiling
- „Tür an Tür“, Tanztheater von Daniel Morales-Pérez
- „Alles Retten! Vom Kultursommer ÖO“, Regie Julia Ribbek
- „Mord auf Schloss Haversham“ von Shields/Lewis/Sayer, Regie Julia Ribbek

2019/20 Theater Ansbach, Bühnen- und Kostümbilder zu
- „Die Physiker“ von Friedrich Dürrenmatt, Regie Louis Villinger
- „Der Partylöwe“ von Lars Albaum, Regie Gerhard Fehn
- „Nathan der Weise“ von G.E. Lessing, Regie S. Schulz
- „Der Sandmann“ Friederike Köpf nach E.T.A. Hoffmann, Regie S. Schulz
- „Amadeus“ von Peter Shaffer, Regie S. Schulz

2018 Theater Perg, Bühnen- und Kostümbilder zu
- „Willkommen“ von Hübner/Nemitz, Regie Julia Ribbek

2017/18 Theater Ansbach, Bühnen- und Kostümbilder zu
- „Der Vorname“ von A. de la Patellière und M. Delaporte, Regie Nicolas Dabelstein
- „Der fliegende Holländer“ von Friederike Köpf nach Richard Wagner, Regie Susanne Schulz (UA)
- „Der Tod und das Mädchen“ von Ariel Dorfman, Regie Wolfgang Berthold
- „Kabale und Liebe“ von Friedrich Schiller, Regie Susanne Schulz
- „Frau Luna“ von H. Booten-Baeckers und P. Linke, Regie Alvaro Schoeck
- „Stalin“, von Gaston Salvatore, Regie Susanne Schulz (WA)
- „Luther!“, von Friederike Köpf, Regie Susanne Schulz (WA)

2017 Theater Perg, Bühnen- und Kostümbilder zu
- „Dinner für Spinner“ von Francis Veber, Regie Uwe Lohr

2016 Tiroler Festspiele Erl, Bühnen- und Kostümbild zu
- „L’italiana in Algeri“ von Gioachino Rossini, Regie Wolfgang Berthold

Leitung Maestro Gustav Kuhn, Festspielhaus Erl, Winter
2016 Tiroler Festspiele Erl, Bühnenbilder zu
- „Der Ring des Nibelungen“ von Richard Wagner – „Das Rheingold“, „Die Walküre“, „Siegfried“, „Die Götterdämmerung“

Leitung und Regie Maestro Gustav Kuhn, Passionsspielhaus Erl, Sommer (WA)
- „La Traviata“ von Giuseppe Verdi, Leitung und Regie Gustav Kuhn, Festspielhaus Erl, Winter (WA)

2016 Theater Ansbach, Bühnen- und Kostümbilder zu
- „Stalin“, von Gaston Salvatore, Regie Susanne Schulz
- „Die drei Musketiere“, von Alexandre Dumas, Regie Alvaro Schoeck
- „Luther!“, von Friederike Köpf, Regie Susanne Schulz

2015 Ensemble Porcia, Bühnenbilder zu
- „Cyrano de Bergerac“, von Edmond Rostand, Regie Angelica Ladurner
- „Der kleine Prinz“, von Antoine de Saint Exupéry, Regie Ines Honsel
- „Monsieur Ornifle“, von Jean Anouilh, Regie Ute Willing
- „Die acht Frauen“, von Robert Thomas, Regie Dora Schneider

2015 Tiroler Festspiele Erl, Bühnenbilder zu
- „Der Ring des Nibelungen“ von Richard Wagner – „Das Rheingold“, „Die Walküre“, „Siegfried“, „Die Götterdämmerung“

Leitung und Regie Gustav Kuhn, Passionsspielhaus Erl, Sommer (WA)
und Shanghai Symphony Hall, Shanghai (WA)
2014 Landestheater Linz, Bühnen- und Kostümbild zu
- „Supergute Tage“ von Simon Stephens nach Marc Haddon, Regie John F. Kutil, Landestheater Linz, Kammerspiele

2014 Tiroler Festspiele Erl, Bühnenbilder zu:
- „Der Ring des Nibelungen“ von Richard Wagner – „Das Rheingold“, „Die Walküre“, „Siegfried“, „Die Götterdämmerung“

Leitung und Regie Gustav Kuhn, Passionsspielhaus Erl, Sommer
- „Herzog Blaubarts Burg“ von Béla Bartók (WA), Leitung und Regie Maestro Gustav Kuhn, Festspielhaus Erl, Sommer
- „Così fan tutte“ von W. A. Mozart, Leitung und Regie Gustav Kuhn, Festspielhaus Erl, Winter

2013 Tiroler Festspiele Erl, Bühnenbilder zu
- „La Traviata“ von Giuseppe Verdi, Leitung und Regie Gustav Kuhn, Festspielhaus Erl, Sommer
- „Il Trovatore“ von Giuseppe Verdi, Leitung und Regie Gustav Kuhn, Festspielhaus Erl, Sommer
- „Rigoletto“ von Giuseppe Verdi, Leitung und Regie Gustav Kuhn, Festspielhaus Erl, Sommer
- „Don Giovanni“ von W. A. Mozart, Leitung und Regie Gustav Kuhn, Festspielhaus Erl, Winter
- „Tosca“ von Giacomo Puccini, Regie Angelica Ladurner, Musikalische Leitung Gustav Kuhn, Festspielhaus Erl, Winter

2012 Tiroler Festspiele Erl, Bühnenbilder zu
- „Lohengrin“ von Richard Wagner, Leitung und Regie Gustav Kuhn, Passionsspielhaus Erl, Sommer
- „Herzog Blaubarts Burg“ von Béla Bartók, Leitung und Regie Gustav Kuhn, Festspielhaus Erl, Winter
- „Le nozze di Figaro“ von W. A. Mozart, Leitung und Regie Gustav Kuhn, Festspielhaus Erl, Winter
- „Nabucco“ von Giuseppe Verdi, Leitung Gustav Kuhn, Regie Andreas Leisner, Festspielhaus Erl, Winter
- „Le nozze di Figaro“ von W. A. Mozart, Leitung und Regie Gustav Kuhn, Theatro Santa Chiara, Trento

2012 Komödienspiele Porcia
- „Das Testament des Hundes“ von Ariano Suassuna, Regie Peter Gruber, Bühnenbild
- „Die schwarze Köchin oder Die Hochzeit Caspars mit Gelsomina“ von H.C. Artmann, Regie Angelica Ladurner, Ausstattung
- „Jim Knopf und Lukas der Lokomotivführer“ von Michael Ende, Regie Marcus Tavakoli, Ausstattung
- „Der Gott des Gemetzels“ von Yasmina Reza, Regie Werner Schneyder, Bühnenbild (WA)

2011 Produktionen
- „Taxi Taxi“ von Ray Cooney, Regie Alexander Linse, Theater(off)ensive Salzburg, Ausstattung
- „Die Insel“ nach Armin Greder von Hoger Schober, Regie Holger Schober, Landestheater Linz, u\hof:, Ausstattung
- „Der Tod und das Mädchen“ von Ariel Dorfmann, Regie Alexander Linse, Theater(off)ensive Salzburg, Ausstattung
- „Linie 1“ von Volker Ludwig, Birger Heymann, Regie Kevin E Osenau, Landestheater Linz, Kammerspiele, Bühnenbild
- „Hitler.Jugend“ von Kristo Šagor, für SCHÄXPIR 2011, Regie Dana Csapo, Landestheater Linz, Kammerspiele, Ausstattung
- „Das singende Herz“ von Wilhelm Hauff, Regie Angelica Ladurner, Komödienspiele Porcia, Ausstattung
- „Amphitryon“ von Molière, Regie Peter Pikl, Komödienspiele Porcia, Ausstattung
- „Der Gott des Gemetzels“ von Yasmina Reza, Regie Werner Schneyder, Komödienspiele Porcia, Bühnenbild
- „Auf hoher See“ von Sławomir Mrożek, Regie Peter Pikl, Komödienspiele Porcia, Bühnenbild
- „An der Arche um Acht“ von Ulrich Hub, Regie John F. Kutil, Landestheater Linz, u\hof:, „Ausstattung“
- „Die Omama im Apfelbaum“ von Elisabeth Naske nach Mira Lobe, Regie Markus Tschubert, Landestheater Linz, Kammerspiele, „Bühnenbild“